# حسين آل نظمي
حسين آل نظمي هو ابن الشاعر نظمي زاده البغدادي عرف إيضا بـنظمي زادة (بالتركية العثمانية: حسین نظمی زاده)‏ (عقد 1640 - 5 ديسمبر 1717) لغوي ومدرس وكاتب عراقي اشتهر ببراعته في لغات الأتراكية والفارسية. 

## حياته
ولد حسين آل نظمي بعد سنة 1053 هـ/1643 م. لا يُعرف الكثير حول حياته. كان من نوابغ اللغة العربية والتركية والچغتانية والمغولية والفارسية. ذاع صيته هو ابن الشاعر نظمي زاده البغدادي وأخوه مرتضى آل نظمي صاحب تاريخ بغداد المسمی بـ«گلشن خلفا» فكان لهما شأن كبير في الأدب. 

كان حسین آل نظمي أستاذا بالعلوم العربية ومدرساً. قرأ عليه الشيخ عبد الله السويدي فأخذ عليه علوم البلاغة والتفسير ومصطلح علوم الحديث.
توفي في 1 محرم 1130/ 5 ديسمبر 1717.

## مؤلفاته
- لغات تاريخ وصّاف الحضرة: وتاريخ وصاف في المغول من كتب اللغة الفارسية بأسلوب أدبي وفیه اللغات التركية والمغولية من الغريب، فأوضح آل نظمي من الفاظه الغامضة. منه نسخة في خزانة أيا صوفيا برقم 2151.